# Cirrospilus curvineurus
Cirrospilus curvineurus är en stekelart som beskrevs av Askew 1965. Cirrospilus curvineurus ingår i släktet Cirrospilus och familjen finglanssteklar. Inga underarter finns listade i Catalogue of Life.